# Aarhus Katedralskole
 Der er for få eller ingen kildehenvisninger i denne artikel, hvilket er et problem. Du kan hjælpe ved at angive troværdige kilder til de påstande, som fremføres i artiklen.

Aarhus Katedralskole er et gymnasium i Aarhus, tidligere kaldt Aarhus Latinskole.[kilde mangler]

## Historie
Det nøjagtige tidspunkt for oprettelsen af katedralskolen kendes ikke. Den tidligste omtale af skolen findes i et brev dateret den 9. februar 1195[kilde mangler], hvori biskop Peder Vognsen donerede bøger til skolen[kilde mangler]. Som katolsk kirkeskole var opgaven at uddanne eleverne til at gøre tjeneste ved den kommende Skt. Clemens Kirke, der blev påbegyndt ca.1200[kilde mangler], og som ved færdiggørelsen ca. 1300 blev ny domkirke i Aarhus[kilde mangler].
Aarhus Katedralskole har altid ligget samme sted[kilde mangler].
Aarhus Katedralskoles motto, som står på muren der vender mod domkirken, er: 'Nil non mortale tenemus pectoris exceptis ingeniique bonis" (latin), hvilket oversat betyder: "Vi ejer intet udødeligt undtagen goderne hjerte og forstand." (Et citat fra Ovid: Tristia, 3,7.)
Den ældste del udgøres af portbygningens fundament, der er fra middelalderen og[kilde mangler]:
- Den hvide bygning, fra 1766, tegnet af Christian Jensen Mørup, og ombygget i 1849 ved Jørgen Hansen Koch
- Rektorboligen fra 1865, tegnet af V.Th. Walther
- Den røde bygning, fra 1906, tegnet af Hack Kampmann
- Den nye bygning, fra 1957, tegnet af C.F. Møller
- Den gule bygning, fra 1800, ombygget flere gange, oprindeligt rektorbolig, og inddraget i skolen i 1957.

Frem til oprettelsen af Den Videnskabelige Realskole i Dynkarken (1839-1853) og Marselisborg Skole i 1898 var katedralskolen den eneste højere skole i Aarhus[kilde mangler].
I Steen Steensen Blichers digt "I Skanderborrig enge", der handler om skolens første rektor Morten Børup, omtales Aarhus katedralskole (der dengang hed "Aarhus Latinskole")[kilde mangler]:
”Og østerpå udi landet,
højt over bølgernes sus,
imellem kirken og vandet,
dér står det latinske hus."

## Rektorer
Se også skolens rektorliste.
- 1490-1521: Morten Børup
- 1521-1530: Peder Vittesøn Vind
- 1530-1533: Torkel Abildgaard
- 1533-1547: Simon Christensen Wrold
- 1547-1550: Laurids Bertelsen
- 1550-1551: Laurids Nielsen
- 1551-1553: Oluf Olufsen Horsens
- 1553-1557: Esbern Pedersen
- 1557-1563: Esbern Knudsen
- 1563-1564: Johannes Pratensis
- 1564-1566: Jacob Madsen Aarhus
- 1566-1569: Hans Lauridsen
- 1569-1575: Laurids Nielsen
- 1575-1578: Laurids Pedersen Bording
- 1578-1584: Peder Sørensen Kinderup
- 1584-1590: Hans Lauridsen Oldorph
- 1590-1602: Hans Pedersen Horsens
- 1602 : Peder Olufsen Aarhus
- 1602-1603: Jens Lauridsen Zeuthen
- 1603 : Hans Sørensen
- 1604-1605: Christen Lauridsen Bording
- 1605-1618: Jens Jacobsen Krog
- 1618-1633: Christen Hansen
- 1633-1647: Jacob Knudsen
- 1647-1685: Niels Nielsen Krog
- 1701-1728: Jørgen Hansen Rode
- 1728-1732: Peder Jensen Saaby
- 1733-1752: Johan Kyndesen Schmidt
- 1752-1775: Jens Olufsen Worm
- 1775-1805: Thure Krarup
- 1805-1838: Jens Stougaard
- 1838-1861: Hans Henrik Blache
- 1861-1866: Christian Frederik Ingerslev
- 1866-1885: Georg Frederik Wilhelm Lund
- 1885-1901: Jens Christian Ludvig Dahlenborg
- 1901-1905: Erik Jacobæus
- 1905-1924: Jon Vaupell
- 1924-1947: Christian Lauritz Christiansen
- 1947-1969: Aage Bertelsen
- 1969-1988: Helge Qvortrup
- 1988-1996: Henning Spure Nielsen
- 1996-2014: Lars Scheibel
- 2014 - : Lone Eibye Mikkelsen